# Escherichia coli O157:H7
Escherichia coli O157:H7 — ентерогеморагічний серотип кишкової палички та часта причина харчових отруєнь. За оцінками, щороку відбувається 73 тис. випадків інфекції та 61 смерть тільки у США, хоча такі отруєння набагато звичайніші в менш розвинених країнах. Інфекція часто приводить до кривавої діареї та іноді до відмови нирок. Більшість випадків хвороби пов'язані з недосмаженою або неправильно приготованою їжею, особливо забрудненої яловичини, хоча хвороба також передається від людини до людини при контакті, особливо через використання того ж посуду, через споживання непастеризованого молока або зараженої води. Спалах хвороби у 2006 році у США був пов'язаний з зараженням великої кількості шпинату цим штамом.

## Ресурси Інтернет
- Escherichia coli O157:H7 - microbewiki. microbewiki.kenyon.edu (англ.). Процитовано 7 листопада 2024.
- Escherichia coli O157:H7 and Hemolytic uremic syndrome - microbewiki. microbewiki.kenyon.edu (англ.). Процитовано 7 листопада 2024.
- Інформація про ризик харчових отруєнь та харчових захворювань може бути знайдена на сайті присвяченому безпеці харчових продуктів Департаментам сільського господарства США.
- Поради щодо приготування м'яса можна отримати на сайті Департаменту сільського господарства США.
- briandeer.com [Архівовано 18 квітня 2006 у Wayback Machine.] — Репортаж Sunday Times of London про спалах харчових отруєнь в Британії 17 травня 1998 року.